# Tantilla carolina
Tantilla carolina — вид змій родини полозових (Colubridae). Ендемік Мексики. Описаний у 2022 році.

## Поширення і екологія
Tantilla carolina відомі з типової місцевості, розташованої в муніципалітеті Текоанпа в штаті Герреро, на висоті 431 м над рівнем моря. Вони живуть в сухих тропічних лісах, дубових лісах та на полях.